# アリアーノ・テルメ
アリアーノ・テルメ（伊: Agliano Terme）は、イタリア共和国ピエモンテ州アスティ県にある、人口約1,600人の基礎自治体（コムーネ）。

## 地理

### 位置・広がり

#### 隣接コムーネ
隣接するコムーネは以下の通り。
- カロッソ
- カステルヌオーヴォ・カルチェーア
- コスティリオーレ・ダスティ
- モアスカ
- モンテグロッソ・ダスティ

#### 地震分類
イタリアの地震リスク階級 (it) では、4 に分類される
。

## 行政

### 分離集落
アリアーノ・テルメには、以下の分離集落（フラツィオーネ）がある。
- Agliano, Bansella, Bologna, Crena, Dani, Dogliano, Fons Salutis, Fonte San Rocco, Goretta, Mola, Monsarinero, Montà, Salere, San Bernardino, San Rocco, Vialta, Vianoce